# Torre de Cabús
La Torre de Cabús és una muntanya de 2.518 metres que es troba al municipi d'Alins, a la comarca del Pallars Sobirà.